# غوتشي غانغ
 «غوتشي غانغ» هي أغنية لفنان الهيب هوب الأمريكي غازي غارسيا المعروف بليل بامب. وهى من إنتاج بيغ هيد وشارك في إنتاجها غنيلز، وهي الأغنية الفردية الخامسة من ألبوم غارسيا الأول ليل بامب (ألبوم) . تم إصدارها في الأصل على حساب SoundCloud الخاص بغارسيا في 27 أغسطس 2017،  وأصبحت لاحقًا للتنزيل والبث الرقمي بواسطة تي إتش أي جلوبال ووارنر بروز ريكوردز يوم 31 أغسطس 2017. وهي أعلى أغنية لغارسيا حتى الآن على بيلبورد هوت 100 ، حيث بلغت ذروتها في المرتبة الثالثة.

## الإنتاج
في مقابلة في نوفمبر 2017 مع <i id="mwGw">كومبلكس</i> ، تحدث بيغ هيد عن إلهامه من بلينك-182 ، الذي يعتبره قد وصل إلى لوحة بيلبورد بألحان بسيطة: «الألحان البسيطة هي موسيقى جيدة، لأن اأي شخص يستطيع أن يغنيها حتى إذا كان طفل عمره ثلاث سنوات أو أربعة سنوات يستطيع أن يغنيها، وهذا ما أهدف إليه. مثل» غوتشي غانغ«- يمكن لطفل صغير أن يغنيها.» 

## الفيديو الموسيقي
في 20 أكتوبر 2017، نشر غارسيا مقطعاً مدته 44 ثانية من الفيديو الموسيقي لـ «غوتشي غانغ» على حسابه في تويتر، ليخبر المتابعين «بإعادة تغريد المقطع إذا كان يجب عليه إطلاقه الآن». أطلق الفيديو بعد ثلاثة أيام على قناته في اليوتيوب في 23 أكتوبر 2017. في 26 ديسمبر 2019، حصل الفيديو على مليار مشاهدة.
تم إخراج الفيديو من قبل بن غريفين، الذي اتصلت به شركة وارنر بروز لإخراج هذا الفيديو والفيديو الخاص بأغنية جارسيا لعام 2018 «إسكيتيت». كان ملخص غارسيا أن يتضمن الفيديو نمرًا ومدرسة ومعركة حول الطعام. وفقًا لـ غريفين، فإن النمر تم تدريبه على وسائل الإعلام سار عبر الممر إلى جانب جارسيا، بدون أي صور تم إنشاؤها بواسطة الكمبيوتر.
تم تصوير الفيديو في مدرسة «القربان المقدس» في هوليوود، وهي مدرسة ابتدائية كاثوليكية مملوكة لأبرشية لوس أنجلوس. ذكرت الأبرشية أن إدارة المدرسة لم تتبع الإجراءات اللازمة للحصول على الموافقة للسماح بتصوير الفيديو، والذي يتضمن تعاطياً المخدرات. ورفض جريفين التعليق عندما سئل عن طريق فوكس 11 لوس انجلوس حول هذا الموضوع.

## الريمكسات
في 4 ديسمبر 2017، أصدر مغني الراب جوينر لوكاس ريمكس على ساوندكلاود ولديه أكثر من 70 مليون مشاهدة على يوتيوب. في 17 مارس 2018، تم عرض ريمكس للأغنية لأول مرة على راديو صوت أو في أو، وضم الريمكس أوزونا وفرينش مونتانا وجي بالفين وباد باني وغوتشي ماني وريمي ما و21 سافاج.

## التصنيف
بدأت الأغنية على الرقم 83 في لوحة بيلبورد الأسبوعية لأفضل 100 أغنية في أمريكا وإنتهى بها المطاف على الرقم 3 ومع نهاية العام كانت في الرقم 44.
تم إختيار الأغنية في الرقم 3 في لوحة بيلبورد الأسبوعية لأفضل 100 أغنية في كندا ومع نهاية العام كانت في الرقم 41

## الشهادات
- صنفت الأغنية على أنها ذهب مرة واحدة من قبل جمعية التسجيلات الأمريكية

- صنفت الأغنية على أنها بلاتبن خمسة مرات من قبل جمعية التسجيلات الأمريكية